# Confessions (película de 2010)
Confessions (告白 Kokuhaku?) es una película japonesa dirigida por Tetsuya Nakashima, estrenada el 5 de junio de 2010. Se basa en la galardonada novela homónima de Kanae Minato. Fue protagonizada por Takako Matsu, Masaki Okada, Yoshino Kimura, Yukito Nishii, Kaoru Fujiwara y Ai Hashimoto, entre otros.
El filme fue tanto un éxito comercial como crítico, habiendo recibido diversos premios y nominaciones; entre ellos se destacan el premio a mejor película del año en los Premios de la Academia Japonesa y los Blue Ribbon Awards. Fue también la candidata oficial de Japón para competir en la 83.ª ceremonia de los Premios Óscar en la categoría de mejor película de habla no inglesa, sin embargo, no logró calificar. 

## Argumento
Basada en un ensayo teatral, la historia se desarrolla a partir de monólogos contados por diferentes personajes. Yūko Moriguchi (Takako Matsu), una profesora de instituto, anuncia a sus alumnos que dejará la docencia y les confiesa que su hija Manami (Mana Ashida) fue asesinada por dos alumnos de su clase a quienes denomina como "Alumno A" y "Alumno B". La descripción de sus comportamientos pronto revela sus identidades, Shūya Watanabe (Yukito Nishii) y Naoki Shimomura (Kaoru Fujiwara). Moriguchi admite haber inyectado sangre infectada por VIH obtenida del padre de Manami, en los cartones de leche que los asesinos de su hija acaban de beber. El resto de la película describe las consecuencias de este evento en una serie de narraciones en primera persona de los dos estudiantes, Moriguchi y otras personas.
Se nombra un nuevo profesor como sustituto de Moriguchi y Shūya continua yendo a clases mientras que Naoki se recluye en su casa. A medida que trascurre la trama, se conoce que Shūya fue quien planeó el asesinato, pero no consiguió matar a la niña por electrocución, sino que se ahogó cuando Naoki la arrojó a una piscina para simular un accidente. Naoki está preocupado porque piensa que pronto morirá de VIH y se niega a asearse, puesto que el cabello sucio y el olor a sudor le recuerdan que sigue vivo. Su madre trata de ayudarlo, pero este reacciona violentamente y prefiere encerrarse en su habitación, con lo que su madre se da cuenta de que su querido hijo se ha convertido en un desconocido. Al no haber esperanza decide poner fin a sus vidas, pero solo ella acaba muriendo a manos de su hijo, quien es arrestado por la policía.
Shūya describe cómo su madre, descontenta con el papel de ama de casa y arrepentida de haber abandonado su carrera como investigadora científica, los abandonó a él y a su padre cuando él era pequeño. Shūya quiere llamar la atención de su madre y obtener su reconocimiento, y ese trauma infantil le lleva a recorrer el camino desde sus primeras y bienintencionadas invenciones hasta la disección de animales y el asesinato. El primer invento que patenta, un monedero eléctrico anti-ladrones, le hace ganar un premio de la feria de ciencias, pero no llega a ser titular de los periódicos debido a un asesinato sensacionalista que se produce el mismo día. Por eso, decide asesinar a alguien y así convertirse en noticia de primera plana.
Tras los sucesos iniciales con la profesora Moriguchi, Shūya se hace amigo de Mizuki Kitahara (Ai Hashimoto), una compañera con quien fue obligado a besarse por el resto de la clase como parte de las prácticas de bullying contra él. Mizuki siente compasión por él, pero este acaba matándola.
En la graduación, Shūya coloca una bomba en la sala de conferencias y planea activarla después de su discurso para así obtener la atención de su madre con la matanza. Cuando activa la bomba no ocurre nada, pero recibe una llamada de Moriguchi diciéndole que había llevado la bomba a la oficina de su madre, a quien su propio hijo acababa de matar. Moriguchi aparece en la sala de conferencias y le dice al asesino de su hija, vencido y humillado, que esa era su venganza, y que ahora comenzaba su redención, pero añade: "es una broma", haciendo referencia a lo que Shūya le dijo cuando le confesó que había matado a su hija.

## Reparto
- Takako Matsu como Yūko Moriguchi
- Masaki Okada como Yoshiteru Terada (Werther)
- Yoshino Kimura como Yūko Shimomura
- Yukito Nishii como Shūya Watanabe (Alumno A)
- Kaoru Fujiwara como Naoki Shimomura (Alumno B)
- Ai Hashimoto como Mizuki Kitahara
- Mana Ashida como Manami Moriguchi
- Makiya Yamaguchi como Masayoshi Sakuranomiya

Estudiantes
| - Yūma Ōkura como Shōta Abe - Aoi Ōsako como Shunsuke Uwaya - Hiroki Nakajima como Satoshi Kamiyama - Naoya Shimizu como Yui Kanzaki - Teru Maeda como Kazuma Kitano - Iori Kurata como Jun Sugiura - Takuya Kusakawa como Hiroki Takahashi - Rikiya Kabasawa como Ryō Tanaka - Ikki Nemoto como Kento Nakanishi - Kazunori Mimura como Kazunori Hikita - Genki Shimizu como Kentarō Fujisaki - Naoki Ichii como Yūsuke Hoshino - Kai Inowaki como Yūma Maekawa - Yūto Tanaka como Yūdo Mizuno - Kiriki Amami como Shin'ya Murakawa - Chika Yūri como Hana Ashizawa - Yui Itō como Miyu Ishino | - Maaya Kondō como Risa Ōtani - Miyu Kakihara como Yui Ōhara - Karin Katō como Momoka Ogawa - Rena Nōnen como Shūka Kiritani - Ai Kuriki como Maki Sasaki - Yuri Kagawa como Akane Takase - Ayaka Miyoshi como Ayaka Tsuchida - Kasumi Yamaya como Yukari Naitō - Miyu Okidaka como Misaki Nakatani - Sora Iwata como Kana Nishiyama - Minori Saitō como Kanako Noguchi - Ayuri Yoshinaga como Asuka Nonaka - Mina Furuhashi como Saki Hayashi - Kanon Nanaki como Haruna Hino - Kayo como Kyōka Fukuyama - Hotaru Nomoto como Saki Matsukawa - Yuiko Kariya como Runa Miura |

## Recepción

### Premios y nominaciones
La película fue seleccionada por Japón como candidata al Oscar como Mejor Película en Lengua Extranjera en la 83.ª Edición de los Oscar no siendo preseleccionada por la academia de Hollywood.
Ganó los premios a la Mejor Película, Mejor Director, Mejor Guion y Mejor Editor en la 34.ª edición de los premios de la academia de cine Japonesa